# 서울 영은문 주초
서울 영은문 주초(서울 迎恩門 柱礎, 영어: Plinths of Yeongeunmun Gate, Seoul)는 대한민국 서울특별시 서대문구에 있는 사적이다. 갑오개혁기에 조선의 청나라로부터의 독립을 다짐하기 위해 청나라에 대한 사대의 상징인 영은문을 철거하고 그 잔해를 남긴 것으로, 1963년에 대한민국의 사적 제33호로 지정되었다. 최초로 사적에 지적될 당시의 명칭은 영은문주초였으나, 2011년 7월 28일에 띄어쓰기 등을 반영하여 현재의 명칭으로 변경되었다.
현재는 서울특별시 서대문구 현저동 독립근린공원 내에 위치하고 있는데, 이는 1979년 성산대로 공사 과정에서 독립문과 함께 자리를 옮긴 것이다.

## 역사

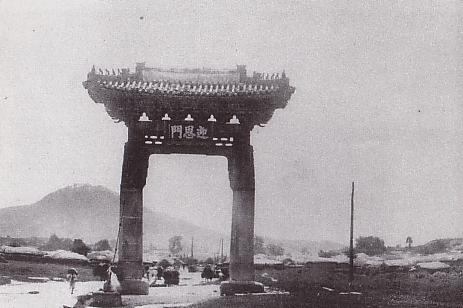
철거 전 영은문의 모습

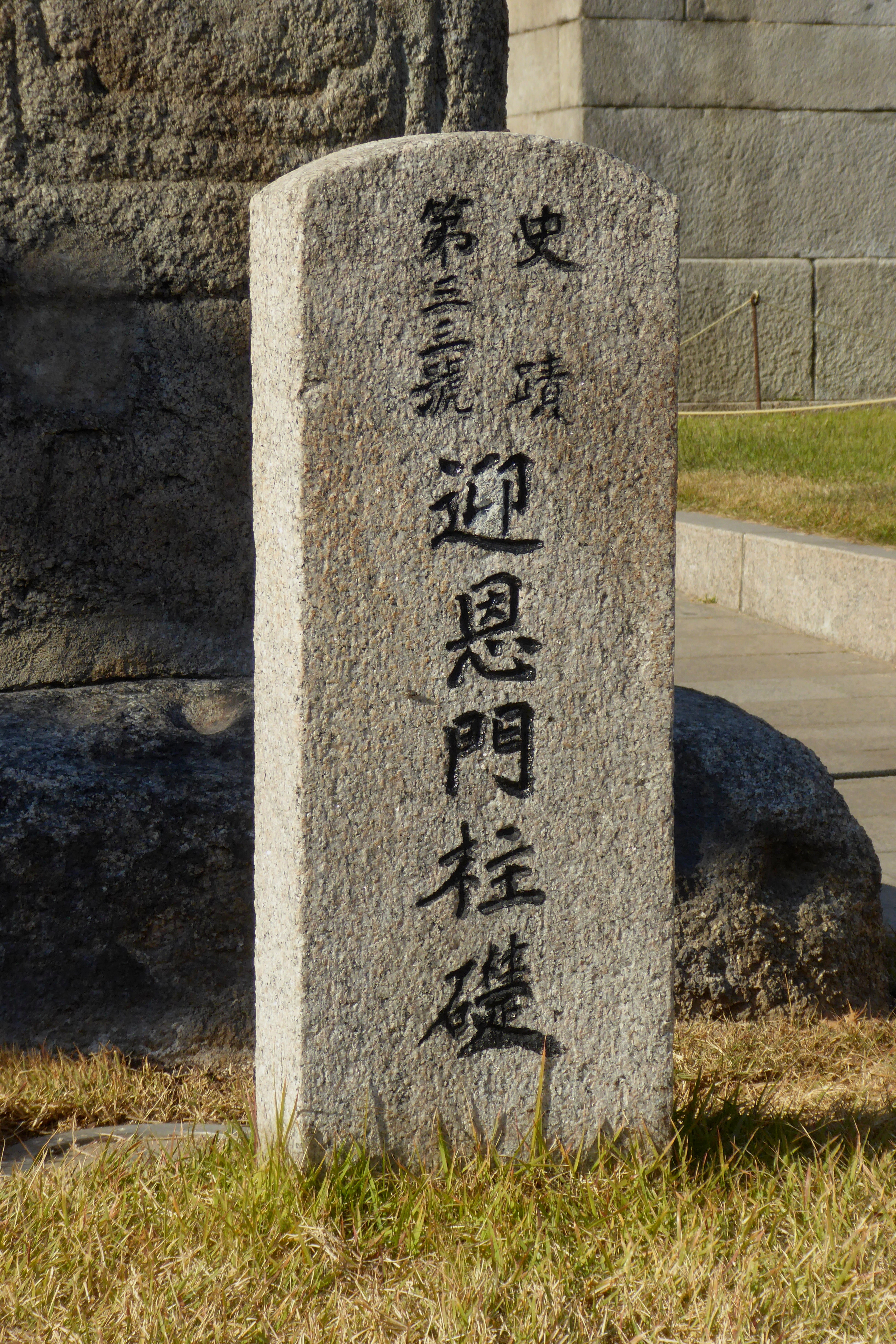
'영은문주초'의 사적 지정 표지석

조선은 1407년에 중국 (당시 명나라)에서 오는 사신을 영접할 장소로서 '모화루'라는 건축물을 세우고, 1430년에 그 이름을 '모화관'이라 바꾸면서 그 옆에 중국 사신을 맞이하는 상징적인 관문으로 홍살문을 세웠다. 이 홍살문은 1537년에 개축되면서 '영조문'이라는 명칭으로 바뀌었다가, 1539년에 중국 사신의 건의를 계기로 오늘날까지 알려진 '영은문'이라는 명칭으로 바뀌었다. 영은문은 사각형 받침돌 위에 세워진 두 개의 긴 주춧돌(주초) 위에 목재로 된 원기둥을 세우고 우진각 지붕을 얹은 형태였으며, 지붕은 청기와로 덮고 각종 동물 모양을 조각한 잡상이 배치되어 있었다.
영은문은 명나라 시기부터 청나라 시기까지 계속되어 온 중국에 대한 조선의 사대를 상징하는 건축물이었으므로, 조선의 근대화를 막는 중요한 원인이 청나라의 정치·문화적 지배에 있다고 본 개화기의 지식인들은 이를 철거하고자 하였다. 이에 갑오개혁 중 김홍집 내각에서 영은문의 철거가 논의되었다. 1895년 2월에 급진개화파인 박영효는 조선의 자주독립 의지를 대내에 천명하려는 목적으로 모화관과 영은문을 철거하자는 제안을 하였고, 이에 대해 김홍집과 박정양은 모화관에 대해서는 다른 용도로 활용할 것을 제안하며 철거에 반대하였으나 영은문의 철거에는 동의하였다. 이를 계기로 영은문은 철거되고 그 주춧돌만이 남게 된다.
같은 해 3월에 시모노세키 조약에 따라 조선이 청나라에 대한 모든 종속관계를 철폐하고 공식적으로 독립하게 되자, 개화기 지식인인 서재필 박사는 이를 기념하기 위해 영은문의 철거된 잔해 바로 앞에 독립문을 세우고, 모화관을 독립관으로 바꾸며, 그 주위를 독립을 상징하는 공원으로 바꾸고자 하였다. 이를 수행하기 위해 독립협회가 창립되었으며, 범국민적으로 성금을 거두어 독립문과 독립관이 1897년에 세워지게 된다. 이러한 역사적 의의를 기려 1963년 1월 21일에 영은문의 철거된 잔해는 대한민국의 사적 제33호 '영은문주초'로 지정되었다.

## 이전
1970년대에 성산대로 및 고가도로를 신축하는 과정에서 독립문의 경관이 훼손될 가능성이 제기되자, 당시 서울특별시는 독립문을 주변의 공터로 이전하여 보존하겠다는 계획을 세웠다. 그러나 영은문 주초를 그대로 둔 채 독립문만을 옮긴다면, 이는 독립문을 중국에 대한 사대의 상징인 영은문의 철거된 잔해를 바라보는 위치에 세움으로써 중국으로부터의 독립을 상징하고자 했던 취지를 몰각시킬 수 있다는 전문가들의 반대의견에 맞닥뜨렸다. 결국 여러 차례의 전문가 토의를 거쳐, 독립문과 영은문 주초를 원래의 방향 그대로 보존하면서 함께 이축한다는 방안이 제시되었다. 이 방안에 따라 영은문의 잔해와 독립문은 1979년 7월 26일 오늘날의 위치인 서울특별시 서대문구 현저동 소재 독립근린공원 내의 위치로 함께 이전되었다. 이전 후 독립문에 대해서는 개·보수의 필요성이 있었으므로 영은문 주초와 함께 보수 목적의 이축 공사를 하여 1980년 3월 11일 이축 공사의 준공을 마치게 되었다.

## 같이 보기
- 독립문
- 독립협회
- 독립근린공원
- 청나라
- 갑오개혁
- 사대주의